# 永達技術學院
永達技術學院，前身為永達工專，是一所位於臺灣屏東縣麟洛鄉的技術學院，1967年創校，1998年改制技術學院。
2014年2月18日，提報教育部的改善計畫書未通過審議，因而裁示永達技術學院在103學年度全面停招各系科及研究所，8月7日教育部核准永達的停辦申請，預計成為繼高鳳數位內容學院停辦後台灣第二所因少子化衝擊而停辦的大專院校。但中間永達校方卻與教育部產生不少糾紛，故遲至2019年教育部才向法院申請解散原董事會，2020年12月改派公益董事會進行解散清算。原校地校舍產權收歸國有，2024年仁武校區由經濟部接收並改規劃為高雄仁武科技產業園區，屏東校本部則計畫由屏東縣政府價購。

## 校名釋義
- 「永達」：永往前進、己立立人、己達達人。

## 簡史
- 1967年5月24日奉教育部核准立案設校，校名「私立永達工專」。9月1日正式開學，招收日間部五年制化學工程科、工業管理科、食品加工科新生共二百人。
- 1969年 增設五年制電子工程科。
- 1971年 增設五年制機械工程科。
- 1972年 增設五年制電機工程科。
- 1982年 增設夜間部二年制電子工程科。
- 1987年 成立推廣教育中心。
- 1988年 增設日間部二年制工業工程與管理科。
- 1989年，增設二專部機械工程科汽車組。
- 1990年 教育部核准更名為「私立永達工商專科學校」，並增設二年制建築工程科、五年制銀行保險科。
- 1992年 增設五年制企業管理科。
- 1994年 增設二專進修部機械工程科汽車組。
- 1995年 增設二專進修部建築工程科、五年制資訊管理科。
- 1996年 增設二專進修補習學校國際貿易科、企業管理科，並完成全校電腦網路系統，提供行政與教學資訊。
- 1998年8月1日 改制為「永達技術學院」，並增設日、夜間部：電子工程系、機械工程系、工業工程與管理系、企業管理系、國際貿易系等五個二年技術系。
- 1997年 增設二專進修部應用外語科。
- 1998年 增設二專進修部銀行保險科。
- 1999年 增設四技部機械工程系車輛組、電子工程系、企業管理系；銀行保險科改名為金融保險科，並增設二技部建築工程系、金融保險系、工業工程與管理系；二專進修部資訊管理科、二技進修部金融保險系。
- 2000年 增設四技部電機工程系工業工程與管理系；二專部資訊管理科；二技進修部資訊管理科。
- 2001年 增設二技部資訊管理科。
- 2002年 增設四技部化妝品應用與管理系、建築工程系，原金融保險系改名為財務金融系。
- 2003年 增設四技部資訊管理系。
- 2004年 增設二專進修部化妝品應用與管理科；四技進修部建築工程系。
- 2005年 停招二專部建築工程科。
- 2008年 四技車輛組獨立為部機械工程系四技部車輛工程系；工業工程與管理系〈科〉改名為經營管理系〈科〉。
- 2009年 增設二技進修部化妝品應用與管理系。
- 2007年 增設精密機械與製造技術研究所；四技部增設生物科技系。
- 2010年 精密機械與製造技術研究所改名為機電科技研究所、建築工程系改名建築系。
- 2012年 化妝品應用與管理系改名時尚美容造型設計系；電子工程系改名資訊科技系；機械工程系改名航空機械系，並新設飛機修護組與設計製造組之分組。停招財務金融系、電機工程系、應用外語系。企業管理系與經營管理系合併為企業經營管理系，並新設餐飲管理組、企業管理組與工業資訊管理組之分組。
- 2013年 永達技術學院傳出積欠教職員薪水，但只有幾位教職員於2013年9月3日，在學校拉布條呼口號抗議。口號為：「工作權不保，學生沒課選，受教權不保。」[6][7]。
- 2014年 將申請改名台灣產業學院，預計將原有9系科減至6系科，並增設社會工作系[8]。未幾，同年2月18日上午，教育部以最速件通知其改善計畫書未通過審議，裁示永達技術學院在103學年度不得招收新生。2014年8月7日，教育部核准該校停辦的申請，成為台灣史上第二所因少子化衝擊而停辦的大專院校。教育部將比照於2014年2月時申請停辦的高鳳數位內容學院之模式，將現有之642位學生安置至他校就讀[9]。
- 2019年 教育部向法院申請解散董事會。
- 2020年12月 教育部改派公益董事會進行校產清算、解散程序。
- 2023年8月，經濟部計畫將永達技術學院仁武校區改為產業用地。

## 停辦始末
永達技術學院於1967年以工業專科學校創立，後於1998年改制為技術學院，改制後的極盛期，學生總人數一度逼近萬人，但在台灣少子女化的衝擊中，學生人數持續下降。2013年，永達技術學院爆發財務危機，積欠教職員薪資，且有不同系科年級之學生併班、併課之情事。2014年年初，永達表示將申請改名台灣產業學院，並將校內各系科做整併與轉型。同年2月18日，永達技術學院之改善計畫未獲教育部審議通過，教育部乃以最速件通知，裁示永達技術學院在103學年度不得招收新生。永達表示將循行政程序，盡一切可能與教育部協商。同年8月7日，據永達校方所稱，教職員工的數量無法降低，每月的人事成本負擔過重，已向教育部申請停辦並獲通過，並考慮轉型為專科學校，發展機械、電子、建築和電機等科系，或改辦長照機構。2016年7月14日，教育部技職司表示有關永達技術學院的改制轉型案，目前正由教育部審查改辦計畫之中，永達希望轉型為文教基金會，採取多元模式，從事包括職訓及長照、農業人才培訓等。
永達技術學院因而成為台灣史上第二所因少子化衝擊而停辦的大專院校，暨有的642名學生教育部將比照2014年2月初停辦的高鳳數位內容學院之模式，轉介至高屏地區鄰近的正修科技大學、高苑科技大學、美和科技大學、樹德科技大學、輔英科技大學、大仁科技大學、東方設計大學、和春技術學院及慈惠醫護管理專科學校。另，原永達技術學院之航空機械系飛機修護組有十多名學生，因高屏地區無相近校系，將轉介至有飛機修護相關科系之中華科技大學（新竹校區）就讀。

### 停辦後
2023年7月，據媒體報導，原校區雜草叢生，建築物斑駁，窗戶破裂，建築物爬滿藤蔓，甚至還有果子狸與蛇棲息。

## 歷任校長
| 任次 | 姓名   | 任期          |
| ---- | ------ | ------------- |
| 1    | 劉快治 | 1969年-1971年 |
| 2    | 李朝欽 | 1971年-1978年 |
| 3    | 謝榮華 | 1978年-1983年 |
| 4    | 陳慶懷 | 1983年-1995年 |
| 5    | 劉伯男 | 1995年-2006年 |
| 6    | 黃榮鑑 | 2006年-2009年 |
| 7    | 饒達欽 | 2009年-2010年 |
| 8    | 高文秀 | 2010年-2012年 |
| 9    | 陳文慶 | 2012年-2013年 |
| 10   | 陳連棟 | 2013年-2014年 |
| 11   | 吳英明 | 2014年-2015年 |
| 12   | 李耀松 | 2015年-2017年 |

## 傑出校友
- 吳光訓（畢業於第一屆化工科）：高雄縣第二、三屆國大代表、立法委員
- 梁清旺（畢業於第一屆工管科）：屏東縣議會第十五屆議員
- 劉新乎（畢業於第一屆工管科）：屏東縣議會第十四屆議員
- 何春美（畢業於第二屆夜間部電子科）：屏東縣議會第十五屆議員
- 程清水（畢業於第二屆夜間部電子科）：屏東縣議會第十五屆議長
- 張惠怡（畢業於1993年夜間部電子科）：屏東縣議會第十五屆議員
- 紀寰緯（畢業於2007年日間部電子科）：教育部 第四屆 技職之光